# Чорба од канаринца (представа)
Чорба од канаринца је позоришна представа коју је режирао Предраг Стојменовић према адаптацији Игора Бракуса.
Премијерно приказивање било је 20. новембра 2006. године у омладинском позоришту ДАДОВ.
Представа се бави темом уласка у брак и криза у браку.

## Радња
Универзитетски професор, Михаило Медовић у зрелим годинама одлучује се на улазак у брак са Јеленом, својом једанаест година млађом вереницом.
Хвата га паничан страх од промена које ће уследити ступањем у брак, па заједно решавају да брак испробају у последњих пет минута који су им преостали до потписивања брачног уговора. У ових пет минута пролазе кроз све фазе брачног живота, од прве брачне ноћи, преко развода до поновног сусрета.

## Улоге
| Лица            | Глумци             |
| --------------- | ------------------ |
| Јелена Медовић  | Марина Воденичар   |
| Михаило Медовић | Михајло Лаптошевић |